# Лејк Џорџ (Минесота)
Лејк Џорџ (енгл. Lake George) насељено је место без административног статуса у америчкој савезној држави Минесота.

## Демографија
По попису из 2010. године број становника је 230.
| Група             | 2000.    | 2010.       |
| Белци             | 0 (0,0%) | 217 (94,3%) |
| Афроамериканци    | 0 (0,0%) | 0 (0,0%)    |
| Азијати           | 0 (0,0%) | 3 (1,3%)    |
| Хиспаноамериканци | 0 (0,0%) | 7 (3,0%)    |
| Укупно            | 0        | 230         |